# Уилкокс, Коллин (актриса)
Ко́ллин Уи́лкокс (англ. Collin Wilcox; 4 февраля 1935, Цинциннати, Огайо — 14 октября 2009[…], Хайлендс, Северная Каролина) — американская актриса театра, кино и телевидения. Между 1963 и 1979 годами также известна как Коллин Уилкокс-Хорн (англ. Collin Wilcox-Horne), а после 1979 года — как Коллин Уилкокс-Пэкстон (англ. Collin Wilcox-Paxton).

## Биография
Коллин Уилкокс родилась 4 февраля 1935 года в Цинциннати (Огайо), но ещё будучи ребёнком переехала с родителями в городок Хайлендс (Северная Каролина). Её родители, Джек Эйч. и Вирджиния Уилкоксы, основали здесь в 1939 году собственный театр, чем вызвали интерес девочки к сценическому искусству. Есть сестра. Окончила старшую школу в Ноксвилле (Теннесси), училась в Университете Теннесси и Театральной школе при Унивенрситете Депола в Чикаго.
Первый опыт на профессиональной сцене у Коллин состоялся в Чикаго в составе труппы Compass Players, в которой она провела восемь лет. С 1958 года Коллин выступала на бродвейских подмостках, и уже за свою первую роль в постановке «День, когда остановились деньги» получила Премию Кларенса Дервента в категории «Самая многообещающая актриса».
Является пожизненным членом Актёрской студии.
Дебют актрисы на широком экране состоялся в 1953 году в фильме Twice Upon a Time, на телевидении — в 1958 году, в одном эпизоде антологии «Шоу месяца Дюпонта».
В конце 1970-х годов актриса вернулась в родной Хайлендс, где встретила своего будущего третьего мужа, и на этом её кинокарьера, фактически, была окончена: в 1980-х — 1990-х годах она за два десятилетия снялась всего в четырёх кинофильмах, восьми телефильмах и пяти эпизодах одного сериала. В Хайлендсе она с мужем основала студию The Highlands Studio for the Arts, и служила там арт-директором с 1981 по 1990 год; основала труппу The Instant Theatre Company.
Коллин Уилкокс скончалась 14 октября 2009 года в своём доме в Хайлендсе от опухоли головного мозга.

### Личная жизнь
Коллин Уилкокс была замужем трижды:
1. Уолтер Бикел (1925—2004), малоизвестный актёр кино и телевидения, телепродюсер[3]. Брак был заключён в августе 1957 года, до июня 1963 года последовал развод. Детей у пары не было.
2. Джеффри Хорн[англ.] (род. 1933), актёр кино и телевидения[4]. Брак был заключён 28 июня 1963 года, в 1977 году последовал развод. У пары было двое детей: Кимберли и Уильям.
3. Скотт Пэкстон (род. 1953), малоизвестный актёр телевидения[5]. Брак был заключён в 1979 году, и пара прожила вместе до самой смерти актрисы 14 октября 2009 года, несмотря на то, что муж был на 18 лет моложе жены. От этого брака остался один ребёнок: Майкл Джи. Пэкстон.

## Избранные работы

### Бродвейский театр
- 1958 — День, когда остановились деньги / The Day the Money Stopped — Эллен Уэллс
- 1961 — Смотри, мы проходим насквозь / Look, We've Come Through — Белль Дорт
- 1963 — Странная интерлюдия[англ.] / Strange Interlude — Маделин Арнольд
- 1965 — Семейный путь / The Family Way — Джули Крейн

### Актриса кино
- 1953 — ? / Twice Upon a Time — Иэн
- 1962 — Убить пересмешника / To Kill a Mockingbird — Майелла Вайолет Юэлл
- 1970 — Уловка-22 / Catch-22 — медсестра Крамер
- 1970 — Революционер[англ.] / The Revolutionary — Энн
- 1970 — Производительница детей[англ.] / The Baby Maker — Сьюзанн
- 1978 — Челюсти 2 / Jaws 2 — доктор Лорин Элкинс
- 1985 — Мари[англ.] / Marie — Вирджиния
- 1995 — Флюк / Fluke — Белла
- 1997 — Полночь в саду добра и зла / Midnight in the Garden of Good and Evil — женщина на вечеринке

### Актриса телевидения
- 1958 — Шоу месяца Дюпонта[англ.] / DuPont Show of the Month — Фрэнки Аддамс (в 1 эпизоде)
- 1959 — Альфред Хичкок представляет / Alfred Hitchcock Presents — Джули (в 1 эпизоде)
- 1962 — Неприкасаемые[англ.] / The Untouchables — Франси Паванос / Энн Грацнер (в 2 эпизодах)
- 1962, 1963 — Доктор Килдейр[англ.] / Dr. Kildare — Лорена Хенти / Уинона Пайн (в 2 эпизодах)
- 1962, 1963, 1965 — Защитники / The Defenders — разные роли (в 4 эпизодах)
- 1963 — Храм Хьюстон[англ.] / Temple Houston — Доррис Чевеникс (в 1 эпизоде)
- 1964 — Шоссе 66[англ.] / Route 66 — Диана (в 1 эпизоде)
- 1964 — Сумеречная зона / The Twilight Zone — Мэрилин Кьюберли (в 1 эпизоде[англ.])
- 1964 — Бен Кейси / Ben Casey — Сьюзан Морган (в 1 эпизоде)
- 1965, 1966 — Беглец / The Fugitive — Мэри Тёрнер / Лора Макэлви (в 2 эпизодах)
- 1966, 1967 — ФБР / The F.B.I. — Ханна / Стелла (в 2 эпизодах)
- 1967 — Вирджинец[англ.] / The Virginian — Сара Кео (в 1 эпизоде)
- 1968 — Дни в Долине Смерти / Death Valley Days — Сейдж Мэдисон (в 1 эпизоде)
- 1971 — Медицинский центр[англ.] / Medical Center — Клодиа Уэлсли (в 1 эпизоде)
- 1971 — Смелые: Новые доктора[англ.] / The Bold Ones: The New Doctors — Максин Чандлер (в 1 эпизоде)
- 1972 — Детектив Айронсайд[англ.] / Ironside — Элизабет Фландерс (в 1 эпизоде)
- 1972 — Уолтоны / The Waltons — преподобная Этель Приссом (в 1 эпизоде)
- 1972 — Дымок из ствола / Gunsmoke — Бесс Фрай (в 1 эпизоде)
- 1972, 1974 — Детектив Кэннон[англ.] / Cannon — Вира Маркс / Филлис (в 2 эпизодах)
- 1973 — Улицы Сан-Франциско / The Streets of San Francisco — Катерина Эванс (в 1 эпизоде)
- 1974 — Автобиография мисс Джейн Питтмен[англ.] / The Autobiography of Miss Jane Pittman — мистресс Брайант
- 1974 — Коломбо / Columbo — Рут Стаффорд (в 1 эпизоде)
- 1977 — Медэксперт Куинси[англ.] / Quincy, M.E. — Марта Гаррисон (в 1 эпизоде)
- 1977 — Маленький домик в прериях / Little House on the Prairie — Бет Новак (в 1 эпизоде)
- 1991 — Дикий цветок[англ.] / Wildflower — Бесси Морган
- 1994—1995 — Кристи[англ.] / Christy — Суонни О’Тил (в 5 эпизодах)
- 1995 — Шериф из преисподней[англ.] / American Gothic — миссис Гарднер (в 1 эпизоде)
- 1996 — Извращённая страсть / Twisted Desire — Роуз Стэнтон